# بخش لروش-سور-یون
بخش لروش-سور-یون (به فرانسوی: Arrondissement de La Roche-sur-Yon) یک بخش در فرانسه است که در وانده واقع شده‌است.